# Hereniging van Sint Maarten

Kaart van het eiland Sint Maarten. In oranje is het Nederlandse deel van het eiland en in groen is het Franse deel.

De "Eenheidsvlag" van Sint Maarten, gebruikt in beide helften van het eiland.

De hereniging van Sint Maarten is de voorgestelde eenwording van het kleine eiland Sint Maarten, gelegen in de Caribische Zee. Momenteel is het verdeeld in Sint Maarten (het zuidelijke deel van het eiland, een van de samenstellende landen binnen het Koninkrijk der Nederlanden) en de Collectiviteit van Sint-Maarten (het noordelijke deel van het eiland, een integraal onderdeel van Frankrijk). Het eiland is verdeeld sinds de ondertekening van het Verdrag van Concordia in 1648, dat vandaag de dag nog steeds een van de oudste verdragen is die nog steeds van kracht zijn.
Het Verdrag van Concordia staat bewegingsvrijheid tussen beide delen van het eiland toe, wat een gemeenschappelijk gevoel onder de eilandbewoners heeft bevorderd, hoewel dit ook de reden is waarom sommigen een formele eenwording als onnodig beschouwen. Andere argumenten tegen de eenwording van het eiland zijn dat noch Frankrijk noch Nederland dit zouden toestaan en dat beide partijen volledige onafhankelijkheid nodig zouden hebben om dit te verwezenlijken.
Op 31 augustus 1990 werd de "Eenheidsvlag" van Sint Maarten aangenomen tijdens de voorbereidende conferentie over nationale symbolen in de Philipsburg Jubilee Library op Sint Maarten. Deze vlag is gemaakt om de bevolking van beide helften van het eiland en de eenwording van de laatste te vertegenwoordigen, en wordt tegenwoordig op sommige huizen en soms door kerken en religieuze groeperingen op Sint Maarten gehesen. In augustus 2020, toen er beperkingen en controles werden toegevoegd aan de grens tussen Sint Maarten en Sint Maarten om de COVID-19-pandemie in te dammen, wapperden sommige demonstranten tegen deze maatregelen met deze vlag. In september 2020 werden deze beperkingen opgeheven en begonnen mensen van beide kanten van het eiland te zingen "Eén eiland, één volk, één bestemming".
Enkele opmerkelijke aanhangers van deze beweging zijn onder meer Albert Fleming, voormalig leider van de Collectiviteit van Sint Maarten, die in 2014 zijn steun uitsprak voor de eenwording van het eiland.